# Aenictus anceps
Aenictus anceps este o specie de furnică militară bej taniș găsită în Eritreea și Sudan.